# Cal Burut (Horta de Sant Joan)
Cal Burut és una obra d'Horta de Sant Joan (Terra Alta) inclosa a l'Inventari del Patrimoni Arquitectònic de Catalunya.

## Descripció
Construcció de planta gairebé rectangular entre mitgeres. La façana del carrer Tomàs Gil i Membrado (abans Moragrega) està feta a base de carreus ben escairats de pedra, a la planta baixa, i de carreus amb maçoneria a la primera planta. Fa uns anys es va afegir un segon pis tot modificant força l'estructura original i la façana, tant al carrer Tomàs Gil Membrado com al carrer Perot.
La façana del segon pis és de maó calat pel carrer Perot, encara per arrebossar o revestir i de pedra pel carrer Tomàs Gil Membrado. S'ha substituït la coberta de teula per una de nova, eliminant-ne l'escàs ràfec de pedra que hi havia. La façana del carrer Tomàs Gil Membrado presenta canvis en els accessos de la planta baixa: substitució de la porta per una finestra, reblert i neteja de carreus. Conserva una entrada principal allindada amb una gran llosa de pedra.
La façana del carrer Perot té la planta baixa arrebossada i la primera preparada per a ser arrebossada, mentre que la segona està feta amb maó calat vist. El balcó original d'entramat i barrots de fusta ha estat modificat per un balcó de llosa armada de formigó. La composició i el conjunt actual de la façana mostra un aspecte totalment desvirtuat respecte al seu estat original.

## Història
L'habitatge està situat a l'antic barri d'Horta, on curiosament no resta gairebé cap construcció amb interès històric. Tots els habitatges de la zona es troben molt renovats. Aquesta casa fou reformada i rehabilitada als voltants del 1990.